# Centropus anselli
Centropus anselli là một loài chim trong họ Cuculidae.